# Judi Rollick
Judith Ellen „Judi“ Rollick (* 17. August 1944 in Seattle; † 5. April 2022, geborene Judi Humber) war eine kanadische Badmintonspielerin.

## Karriere
Judi Rollick gewann ihren ersten kanadische Einzeltitel 1969 im Mixed mit Ehemann Bruce. Im Einzel war sie bei derselben Veranstaltung ebenfalls erfolgreich. 1972 und 1973 siegte sie noch zweimal im Mixed mit Mimi Nilsson. An den Commonwealth Games nahm sie dreimal teil. 1972 repräsentierte sie ihr Heimatland in China. Sie war bis zu dessen Tod 2008 mit Bruce Rollick verheiratet.

## Erfolge im Badminton
| Saison | Veranstaltung                 | Disziplin   | Platz | Name                           |
| ------ | ----------------------------- | ----------- | ----- | ------------------------------ |
| 1969   | Kanada: Einzelmeisterschaften | Mixed       | 1     | Bruce Rollick / J. Rollick, BC |
| 1969   | Kanada: Einzelmeisterschaften | Dameneinzel | 1     | Judi Rollick, BC               |
| 1972   | Kanada: Einzelmeisterschaften | Damendoppel | 1     | J. Rollick / M. Nilsson, BC    |
| 1973   | Kanada: Einzelmeisterschaften | Damendoppel | 1     | J. Rollick / M. Nilsson, BC    |
| 1986   | Kanada: Masters 40 plus       | Damendoppel | 1     | M. Nilsson / J. Rollick        |
| 1988   | Kanada: Masters 35 plus       | Mixed       | 1     | G. Carter / J. Rollick         |
| 1988   | Kanada: Masters 40 plus       | Damendoppel | 1     | M. Nilsson / J. Rollick        |

## Referenzen
- Kanadische Meister (Memento vom 24. Juni 2010 im Internet Archive)
- Bob Ferguson: Who’s who in Canadian sport, Scarborough, Prentice-Hall of Canada, 1977
- https://www.badminton.ca/news/144086/Badminton-Canada-mourns-the-loss-of-Judith-Rollick

| Personendaten    | Personendaten                                             |
| ---------------- | --------------------------------------------------------- |
| NAME             | Rollick, Judi                                             |
| ALTERNATIVNAMEN  | Rollick, Judith Ellen; Humber, Judith Ellen; Humber, Judi |
| KURZBESCHREIBUNG | kanadische Badmintonspielerin                             |
| GEBURTSDATUM     | 17. August 1944                                           |
| GEBURTSORT       | Seattle                                                   |
| STERBEDATUM      | 5. April 2022                                             |